# Marc-Michel Le Bévillon
Marc-Michel Le Bévillon (* 1956 in Agadir, Marokko) ist ein französischer Jazzmusiker (Kontrabass, Bassgitarre, Komposition), der zunächst auch als Marc Michel auftrat.
Le Bévillon war zunächst Mitglied in den Bands von Claude Bolling und begleitete Musiker wie Joe Farrell und Paul Horn (Jazz Gala 1980). In den frühen 1980er Jahren bildete er mit dem Pianisten Michel Précastelli, dem Gitarristen Lionel Benhamou und dem Schlagzeuger Umberto Pagnini die Rockjazz-Band Galigaï, mit der ein gleichnamiges Album entstand. Er tourte mit Bolling und Yo-Yo Ma (Suite for Cello & Jazz Piano Trio), um dann bei Denis Badault in der La Bande à Badault, im SOS Quintet, bei DJOA-Sextet Claude Sommier, bei Eddy Louiss, im Didier Lockwood Trio und bei Paul Davies im Riot Trio zu arbeiten. 2006 legte er sein Debütalbum Groove Color vor. Mit seinem Quintett Banda Jazz trat er beim Festival de Beynes auf. Gypsy-Jazz spielte er in den Gruppen von Romane (Djangovision; mit Richard Manetti, Père et Fils) und Stochelo Rosenberg (Double Jeu, Gypsy Guitar Masters); mit Romane trat er auch im Duo auf. Er ist auch auf Alben mit Eddie Lockjaw Davis / Harry Sweets Edison (Sweets & Jaws), Christiane Legrand, Jean-Jacques Ruhlmann, Michel Legrand und Guylain Deppe (Two Faces) zu hören.
Zwischen 2000 und 2015 lehrte er als Kontrabass-Lehrer am Centre des Musiques Didier Lockwood.

## Diskographische Hinweise
- Claude Bolling / Alexandre Lagoya, Michel Gaudry, Marc Michel, Marcel Sabiani, André Arpino Concerto for Classic Guitar and Jazz Piano (CBS 1982)
- Frédérique Carminati / Michel Thibault / Marc Michel / Nicolas Montier (Aurora 1991)
- Groove Color (Iris Music 2006 mit André Charlier, Pierre Perchaud sowie Olivier Ker Ourio, Denis Leloup, Denis Barbier, Seva K)